# 2017년 동아시아 경기 대회
2017년 동아시아 경기 대회(2017 East Asian Games)는 2017년에 개최될 예정이던 동아시아 경기 대회이다. 2013년 동아시아 청소년 경기 대회를 2019년부터 개최하기로 결정하면서 취소되었다.

## 유치를 신청했던 도시
- 중화 타이베이 타이중
- 몽골 울란바토르
- 중화인민공화국 하이커우
- 대한민국 청주
- 중화인민공화국 광저우